# Synagoga w Węgorzynie
Synagoga w Węgorzynie – synagoga została wybudowana w 1832. Mieściła się przy obecnej ulicy Grunwaldzkiej.
Był to budynek wybudowany z czerwonej cegły. Umieszczony był na linii wschód-zachód. Posiadał dach dwuspadowy. Na dłuższych ścianach budynku znajdowały się po trzy okna ze szprosami. W końcowym okresie istnienia gminy żydowskiej w mieście pełniła funkcję magazynu. Po Nocy Kryształowej została rozebrana na polecenie władz miejskich.